# Jens Rugsted
Jens Rugsted (født d. 19. september 1947 på Amager) er en dansk musiker og komponist.
Han var med til at danne The Savage Rose i 1967. Han var også med i Hvalsøspillemændene, der eksisterede fra 1973-1979. Han er nok bedst kendt fra sit samarbejde med Stig Kreutzfeldt i duoen Rugsted & Kreutzfeldt, der var aktive i perioden 1977-1985 og igen fra 2006. Rugsted er dog også kendt for sit samarbejde med Sebastian på pladerne Tusind og en nat, Skatteøen samt På vulkaner og på turne i perioden 1984-1987.
Rugsted har også siddet i producerstolen på bl.a. Sanne Salomonsens hitalbum Sanne fra 1989, hvor han har skrevet musikken til bl.a. tredjesinglen "Jeg' i live", der i 2011 blev et stort hit for Burhan G.

## Diskografi
- 1983 Blind Passager
- 2005 Mer´End Kun En Ven
- 2024 Orig
- 2024 Sweet Love